# Joodse begraafplaats (Amersfoort, Bloemendalsestraat, Asjkenazisch)
De Joodse begraafplaats ten westen van de Bloemendalsestraat is een begraafplaats die aanvankelijk bedoeld was voor de zogenaamde Hoogduitse of Asjkenazische Joden.
Deze begraafplaats is gelegen op een voormalig bolwerk, tegenover de − later in vergetelheid geraakte − begraafplaats voor Sefardische Joden.
Nadat de eerste Asjkenazische Joden zich in 1664 in Amersfoort vestigden, kochten zij in 1700 een stuk grond tegenover de begraafplaats voor Sefardische Joden, aan de westzijde van de Bloemendalseweg. Deze begraafplaats bleef in gebruik tot 1883. Hierna begroeven de Amersfoortse Joden hun doden op de Joodse begraafplaats aan de Soesterweg, en deze begraafplaats is tot heden in gebruik.
De begraafplaats aan de Bloemendalsestraat is behouden gebleven en bevat een 150-tal staande zerken, deze zijn in afgelopen jaren gedigitaliseerd.

## Afbeeldingen

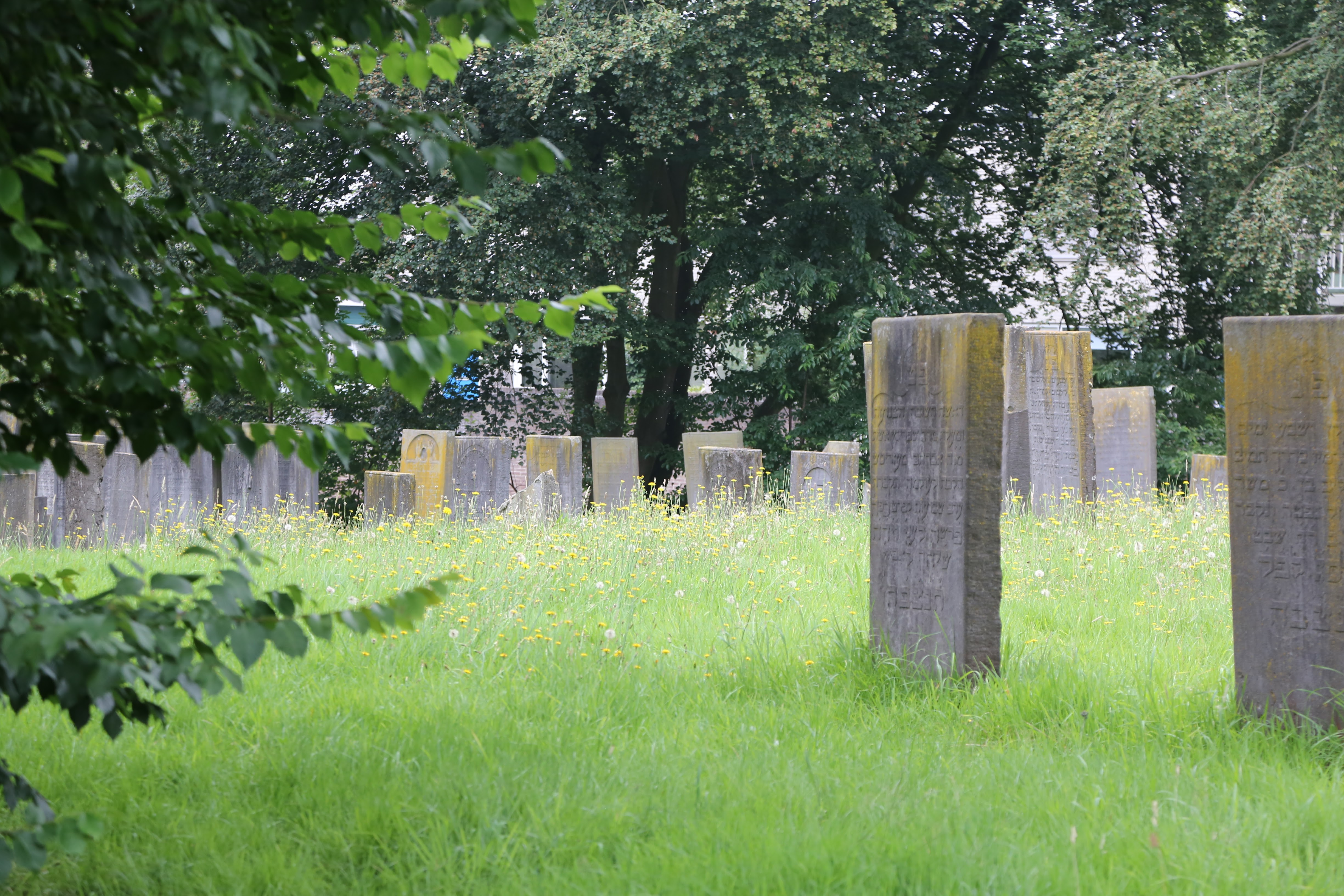
Oude zerken op de begraafplaats